# While My Guitar Gently Weeps
"While My Guitar Gently Weeps" je skladba anglické rockové skupiny the Beatles z jejich dvojalba z roku 1968 The Beatles (známé jako "Bílé Album"). Jejím autorem je George Harrison, sólový kytarista. Píseň slouží jako komentář k disharmonii uvnitř skupiny Beatles po jejich návratu ze studií transcendentální meditace v Indii na začátku roku 1968. Tento nedostatek kamarádství se odrazil v počáteční apatii kapely vůči kompozici, do které Harrison pozval svého přítele a občasného spoluhráče Erica Claptona, aby přispěl k nahrávce a ulehčil celkově tíživou atmosféru ve skupině Beatles. Clapton nahrál z playbacku sólovou část, ačkoli nebyl formálně za svůj příspěvek uveden. Po nahrávání navíc věnoval Georgovi svůj červený Gibson les Paul. Claptonovi se do nahrávání ze začátku nechtělo. George Harrison ho ale přemluvil, a tak můžeme slyšet v této písni sólo, které není pro Beatles typické. I přesto je toto sólo považováno za jedno z nejlepších v hudební historii. 

## Obsazení
Dle Iana MacDonalda, Waltera Everetta a Johna Winna:
- George Harrison – dvojhlasné vokály, doprovodné vokály, akustická kytara, Hammondovy varhany
- John Lennon – elektrická kytara s tremolem
- Paul McCartney – harmonické vokály, piano, baskytara
- Ringo Starr – bicí, tamburína, kastaněty
- Eric Clapton – sólová kytara